# Yuliya Gavrilova
Pour les articles homonymes, voir Gavrilova.
Yuliya Petrovna Gavrilova (en russe : Юлия Петровна Гаврилова), née le 20 juillet 1989, est une escrimeuse russe qui pratique le sabre. Elle remporte l'or par équipes durant les Jeux olympiques d'été de 2016.

## Biographie
Elle remporte une médaille d'argent au sabre par équipe aux championnats d'Europe à Plovdiv en 2009 et Leipzig 2010. C'est également en 2010 qu'elle remporte son premier titre mondiale avec ses coéquipières Svetlana Kormilitsyna, Dina Galiakbarova et Sofia Velikaïa sous la verrière du Grand Palais à Paris.

## Palmarès
- Jeux olympiques
  -  Médaille d'or par équipes aux Jeux olympiques d'été de 2016 à Rio de Janeiro

- Championnats du monde
  -  Médaille d'or par équipes aux championnats du monde 2012 à Kiev
  -  Médaille d'or par équipes aux championnats du monde 2011 à Catane
  -  Médaille d'or par équipes aux championnats du monde 2010 à Paris
  -  Médaille de bronze en individuel aux championnats du monde 2011 à Catane

- Championnats d'Europe d'escrime
  -  Médaille d'or par équipes aux championnats d'Europe 2016 à Toruń
  -  Médaille d'or par équipes aux championnats d'Europe 2015 à Montreux
  -  Médaille d'argent par équipes aux championnats d'Europe 2010 à Leipzig
  -  Médaille d'argent  par équipes aux championnats d'Europe 2009 à Plovdiv
  -  Médaille de bronze en individuel aux championnats d'Europe 2011 à Sheffield